# Gagrella minuta
Gagrella minuta is een hooiwagen uit de familie Sclerosomatidae.